# Lycosa beihaiensis
Lycosa beihaiensis är en spindelart som beskrevs av Yin, Bao och Zhang 1995. Lycosa beihaiensis ingår i släktet Lycosa och familjen vargspindlar. Inga underarter finns listade i Catalogue of Life.